# Bellou-en-Houlme
Bellou-en-Houlme is een gemeente in het Franse departement Orne (regio Normandië). De plaats maakt deel uit van het arrondissement Argentan. Bellou-en-Houlme telde op 1 januari 2022 1.031 inwoners.

## Geografie
De oppervlakte van Bellou-en-Houlme bedroeg op 1 januari 2022 38,73 vierkante kilometer; de bevolkingsdichtheid was toen 26,6 inwoners per km².

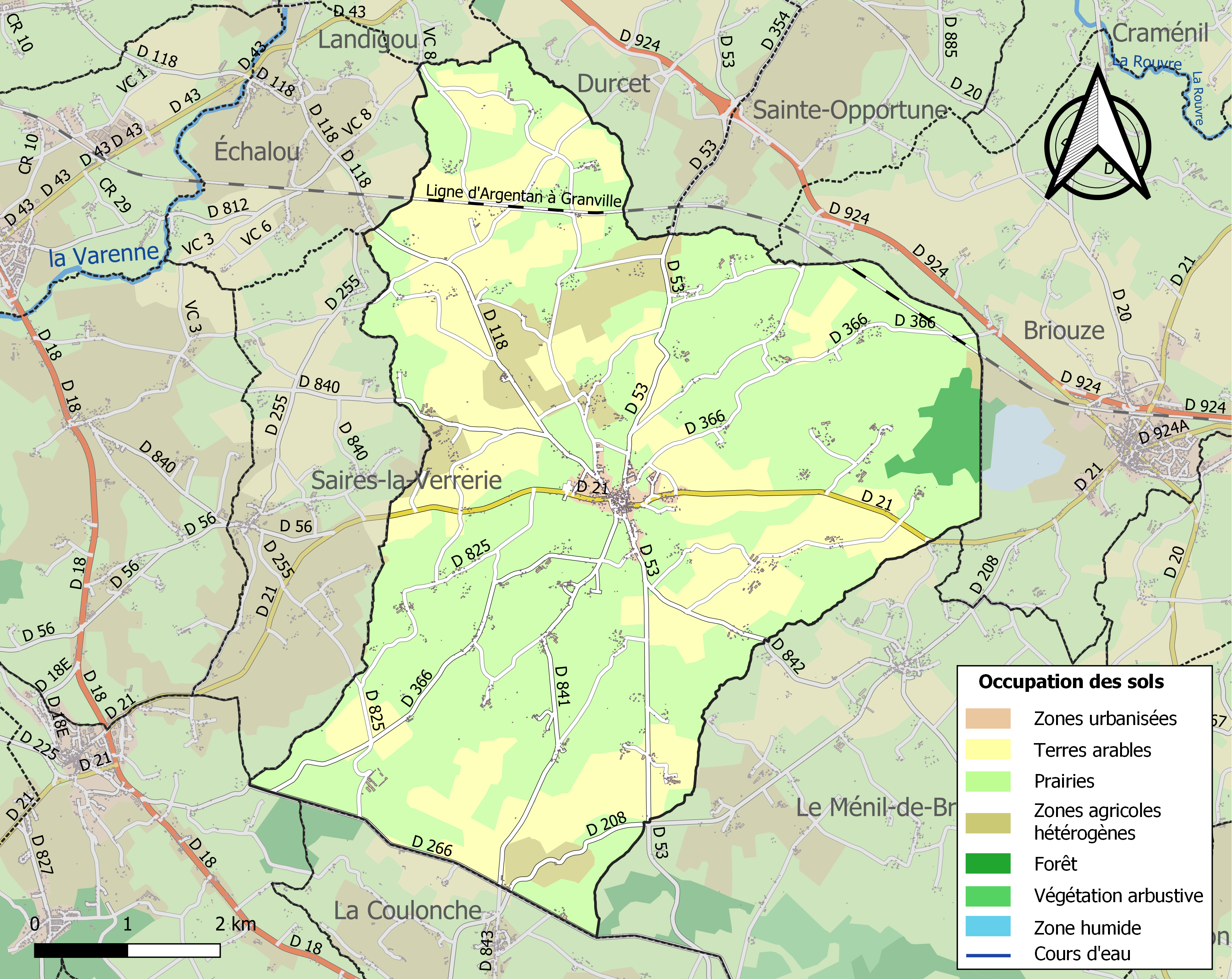
Kaart van de gemeente met belangrijkste infrastructuur, bodemgebruik en omliggende gemeenten

## Demografie
Onderstaande figuur toont het verloop van het inwonertal (bron: INSEE-tellingen).